# Holcocephala abdominalis
Holcocephala abdominalis är en tvåvingeart som först beskrevs av Thomas Say 1823.  Holcocephala abdominalis ingår i släktet Holcocephala och familjen rovflugor. Inga underarter finns listade i Catalogue of Life.